# 공화국연합
공화국연합 (共和國聯合, 프랑스어: Rassemblement pour la République, 약칭 RPR)은 프랑스 우익 정당이다. 공화국 민주동맹 (Union des Démocrates pour la République, UDR)을 전신으로 하는 공화국연합은 1976년에 자크 시라크에 의해 창당되었으며, 드골주의의 계승자임을 천명하였다. 2002년 9월 21일, 공화국연합은 후일 대중운동연합이 되는 '여권(與權) 강화를 위한 연대'에 흡수되어 소멸된다.

## 역사

### 지스카르 데스탱에 맞서 드 골주의를 지키다 (1976년-1981년)
1974년, 드 골주의 진영 내부의 분열은 발레리 지스카르 데스탱의 당선을 가져왔다. 친유럽과 오를레앙파 중도 우익 노선을 천명한 지스카르 데스탱은 프랑스 제5공화국의 출범 이후 처음으로 대통령직에 오른 비 드 골주의 인사였다. 그러나 드 골주의 정당들은 여전히 의회에 다수로 남아있었으며, 이들은 총리로 자크 시라크를 추대한다. 시라크는 1976년 8월, 총리직에서 사임하고 그 해 12월에 공화국연합을 창당하여 공화주의 진영을 아우르는 드 골주의 진영의 확대를 꾀했다.
공화국연합은 지스카르 데스탱 대통령과 레이몽 바레 총리의 행정부에 비판적인 자세를 견지했다. 집권당에 대한 공화국연합의 첫 일격은 지스카르 데스탱의 최측근인 미셸 도르나노를 물리치고 시라크가 파리의 시장에 선출된 것이었다. 이에 지스카르 데스탱은 정부 정책을 지지하는, 범우파 정당의 연합체인 프랑스민주동맹 (UDF)을 창설하여 공화국연합에 맞섰다. 1978년의 프랑스 총선에서, 공화국연합은 좌파진영을 물리치는 것은 물론 집권당인 프랑스민주동맹을 따돌리고 의회 다수당의 자리를 차지하게 된다.
차기 대선이 가까워오면서, 행정부를 구성하는 대통령과 내각의 몰락이 가속화되자 공화국연합은 보다 행정부에 비판의 날을 세워나갔다. 유럽 의회 선거를 6개월여 앞둔 1978년 12월에는, 유럽 연방의 일원으로서의 자격과 그로부터 얻을 수 있는 국가적 이득을 포기할지라도 '외세'가 프랑스를 농단하는 것을 더 이상 두고볼 수 없다는 이른바 '코친 구상'이 시라크에 의해 발표된다. 이 날의 담화는 명백히 지스카르 데스탱을 겨냥한 것이었다.
공화국연합은 1981년의 프랑스 대선을 맞아 재선을 노리는 지스카르 데스탱에 맞서, 그의 저격수 노릇을 담당하는 자크 시라크를 내세웠다. 2차 투표에 진출하지 못한 시라크는 지스카르 데스탱에게 개인적으로는 '당신을 지지하겠다'고 말하였음에도, 공식석상에서는 지스카르 데스탱에 대한 지지를 하지 않았다. 사실, 공화국연합의 목표는 현직 대통령의 패배였지 자신들의 당선이 아니었기 때문이었다.

### 미테랑과의 대립과 '비동맹 외교노선'의 포기 (1981년-1995년)
1981년 이후, 공화국연합은 사회당 출신 대통령 프랑수아 미테랑과 그의 좌파 내각이 펼치는 정책들에 대해 공세적 자세를 취하기 시작하였다. 이들은 우선 미테랑 정부의 국공유화 계획을 "집합주의적 사회"의 소산이라 규정하면서 반대하였다. 미국과 영국에서, 각각 로널드 레이건과 마거릿 대처가 이끈 보수진영의 선거 돌풍에 감명받은 공화국연합은, 점차 '드 골 독트린'의 대표 정책들인 '비동맹 외교노선'과 경제에 대한 '국가 주도주의'를 포기하기 시작하였다. 이에 1983년의 전당대회에서는, 자유주의를 반영한 경제정책과 초국가성을 인정한 유럽 공동체의 구성을 채택하게 된다.
공화국연합이 새 노선을 채택함에 따라 프랑스민주동맹과의 관계 역시 개선되었다. 1984년의 유럽 의회 선거에서 두 당은 공동 강령을 발표하고, 다가오는 1986년의 프랑스 의회 선거에서 승리의 기반을 만들어 나간다. 그러나 차기 대선을 앞두고 누가 범우파 진영의 맹주가 될 것이냐는 문제에 또다시 자크 시라크와 레이몽 바레 간의 라이벌 의식이 되살아나게 되었다. 게다가 사회당에 대한 역선택으로 결성된 우파 전선은 엉뚱하게도 극우 진영의 국민전선의 부상에 맞부딪히게 된다. 이에 공화국연합의 내부는 이러한 우파 동맹의 가능성을 두고 다시 갈리게 된다.
1986년, 공화국연합은 의회 내에서 다수석을 차지한 범우파 진영의 수장이 된 것은 물론 프랑수아 미테랑 대통령과 함께 동거 정부를 구성하게 되었다. 이에 시라크가 다시 총리에 오른다. 그는 당시 공기업을 사영화하고, 부유세를 폐지하던 영미권의 사례에 영감을 얻어 자유주의적 경제정책을 펼치는 한편, 당시 시라크 내각에서 내무장관직을 맡고 있던 샤를 파스카는 이민제한 정책을 추진한다. 이를 바탕으로 시라크는 레이몽 바레의 입후보에도 불구하고 1988년의 대선에서 2차투표까지 올랐으나, 미테랑에게 패배하게 된다.
공화국연합의 대권 도전 실패를 기점으로, 우익 진영의 재구성을 바라는 젊은 정치인들이 시라크의 자리를 넘보기 시작하였다. 더욱이 '드 골 독트린'의 포기는 샤를 파스카와 필립 세갱 등의 반발을 갖왔다. 이 둘은 1990년의 전당대회에서 당권을 차지하려 하였으나, 실패하고 만다. 그러나 이러한 분열은 1992년의 마스트리히트 조약 비준을 위한 국민 투표 과정에서 다시 드러났다. (당시 시라크는 마스트리히트 조약의 비준을 찬성해야 한다고 역설하였으나, 파스카와 세갱은 반대 운동을 벌였다.)
공화국연합과 프랑스민주동맹의 연합체인 "프랑스동맹"은 1993년의 의원선거에서 승리를 거둔다. 시라크는 미테랑과의 동거정부 구성을 이번에는 거절하여, 에두아르 발라뒤르가 총리직에 오른다. 총리가 된 발라뒤르는 1995년의 대선에 후보로 출마하지 않겠다고 공언하였다. 그의 이런 선언에도 불구하고, 대선 여론조사에서 발라뒤르는 선두를 지켰으며 더 나아가서는 범 우파 진영의 정치인 다수가 그를 지지하겠다고 거들고 나섰다. 마침내 발라뒤르는 시라크를 맞아 결선투표까지 오르지만, 시라크와 30년 우정을 자랑하기도 하였다.
미테랑의 연이은 당선으로 14년 동안 집권했던 사회당에 대한 대중의 시선은 이전에 비해 싸늘했다. 이에 1995년 당시의 대선은 발라뒤르와 시라크라는 두 '신 드 골주의자'의 대결에 이목이 집중되었다. 발라뒤르는 그의 총리 재임동안 가져온 성과들과 자유주의적 정책들을 선전한 반면, 시라크는 빈부격차의 축소를 위해 수정자본주의를 도입할 것을 주장하며, 발라뒤르의 자유주의적 정책들을 겨냥했다. 결국 1995년의 대선에서 시라크가 승리한다.

### 여당이 된 공화국연합 (1995-2002)
프랑스 대선 이후, 자크 시라크는 알랭 쥐페를 만나 "우리 중에 당신이 제일 낫다"며 총리직에 오를 것을 요청한다. 그러나 대선 기간 동안 발라뒤르를 지원했던 많은 당내 세력들에게는 입각이 허용되지 않아, 이에 불만을 품은 니콜라 사르코지와 같은 "발라뒤리앵"들의 탈당 행렬도 이어졌다.
1995년 11월, 알랭 쥐페 총리는 다양한 사회적 갈등을 촉발하는 복지 정책들을 개혁하겠다고 밝힌다. 이로 인해, 행정부와 집권당에 대한 인기가 하락하자 결국 시라크 대통령은 하원의 해산을 선언하게 된다. 하원의 해산으로 조기에 실시된 1997년의 의회 선거에서 집권 RPR은 패배하고, 이에 따라 2002년까지 리오넬 조스팽의 좌파 내각과 함께 동거정부를 구성한다.
쥐페의 뒤를 이어 공화국연합의 지도자로 세갱이 선출되었으나, 그는 취임하자마자 시라크에게 당에 대한 개입을 최소화하라고 못박는다. 그러나 그 역시 1999년의 유럽 의회 선거 기간 당시, 파스카가 대중의 기대와는 다르게 드 골주의적 대유럽정책인 "개별국가로서의 유럽"을 주창하자 그를 지지하기 위해 대표직을 사임한다. 파스카는 프랑스연합 (Rassemblement pour la France, 약칭 RPF)을 창당하여 니콜라 사르코지가 이끄는 공화국연합에 비해 더 많은 표를 획득하게 된다. 뿐만 아니라, 당이 파리 시의 재정을 가지고 당직자들의 월급을 지불한 것으로 드러나는 등 부정부패에 대한 추문도 끊이지 않았다. 이러한 내우외환의 상황 속에서 전직 청소년·체육 장관인 미셸 알리오마리가 자크 시라크의 지지를 등에 업은 장 폴 들르부아를 누르고 공화국연합의 신임 대표로 선출되었으나, 2001년의 지방선거에서 그동안 수성하였던 파리의 시장직을 사회당의 베르트랑 들라노에에게 내주는 등 패배를 맞게 된다.
2002년의 직전, 공화국연합 및 비공화국연합 소속의 시라크 지지자들이 모여 "행동하는 연대"를 조직한다. 이는 2002년 4월 21일의 선거패배 이후, "여권(與權) 강화를 위한 연대"(이하 "여권 연대")로 발전해 현재의 프랑스 집권당인 대중운동연합의 전신이 된다. 이로 인해 시라크가 재선에 성공하며, 연합정당 "여권 연대" 역시 2002년의 총선에서 원내 다수를 차지하게 된다.

## 역대 지도부
- 자크 시라크, 1976년-1994년
- 알랭 쥐페, 1994년-1997년
- 필립 세갱, 1997년-1999년
- 니콜라 사르코지, 1999 (권한 대행)
- 미셸 알리오마리, 1999년-2002년
- 세르주 르펠티에, 2002년 (권한 대행)